# Difflugia

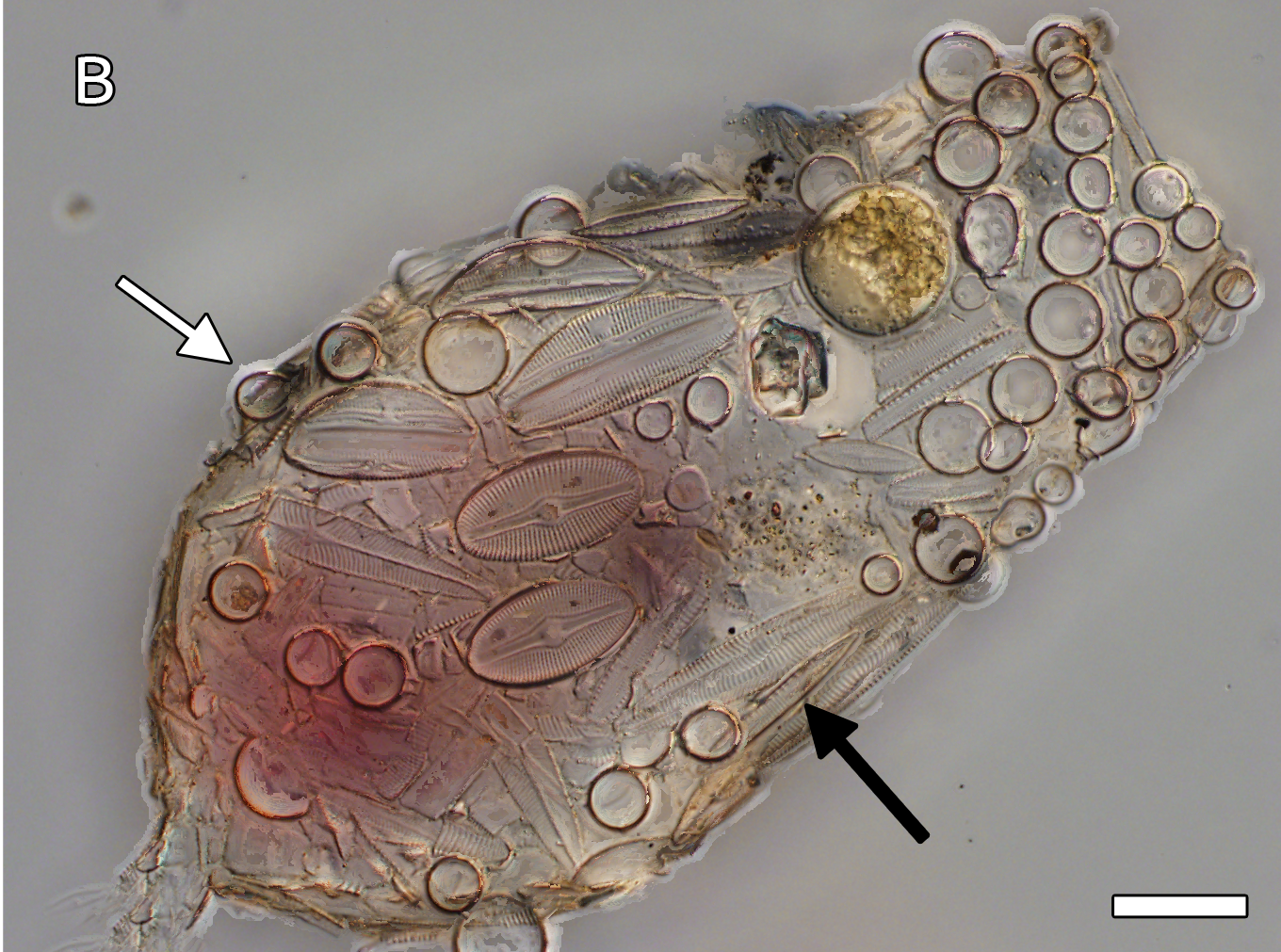
D. acuminata baut seine Schale aus verschiedenen agglutinierten Partikeln auf: zentrische und pennate (d. h. federartige) Kieselalgenschalen (weißer bzw. schwarzer Pfeil), sowie andere „Kleinteile“. Balken 30 µm.

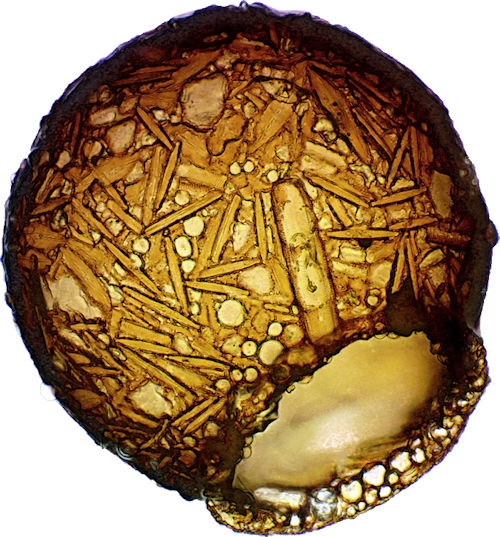
Difflugia urceolata

Die Difflugia sind eine Gattung einzelliger, beschalter Amöben. Sie sind die namensgebende Gattung der Gruppe der Difflugina. Mit über 300 beschriebenen Arten sind sie zugleich die umfangreichste Gattung der Arcellinida.

## Merkmale
Das Gehäuse der Vertreter der Difflugia ist stets in strukturierter bzw. in Plättchenform agglutiniert aus mineralischen Partikeln oder Kieselalgen in einem organischen Bindemittel. Bei vielen Difflugia ist die Auswahl und Anordnung des Materials artspezifisch. Die Mundöffnung kann rund, oval, gezähnt, gelappt oder endständig sein – nur gespaltene Mundöffnungen kommen nicht vor.
Der Zellkern gehört meist zum ovularen Typ, enthält also viele Kernkörperchen, nur einige wenige Arten gehören zum vesikularen Typ mit nur einem Kernkörperchen.

## Ökologie
Difflugia haben vielfältige Lebensräume, viele Arten finden sich in den Sedimenten von Süßgewässern oder zwischen Wasserpflanzen, manche leben planktonisch oder auch in trockenen Moosen. Einige Süßwasser-Arten haben photosynthesierende Symbionten. Sie ernähren sich hauptsächlich von Algen und Pilzen.

## Systematik

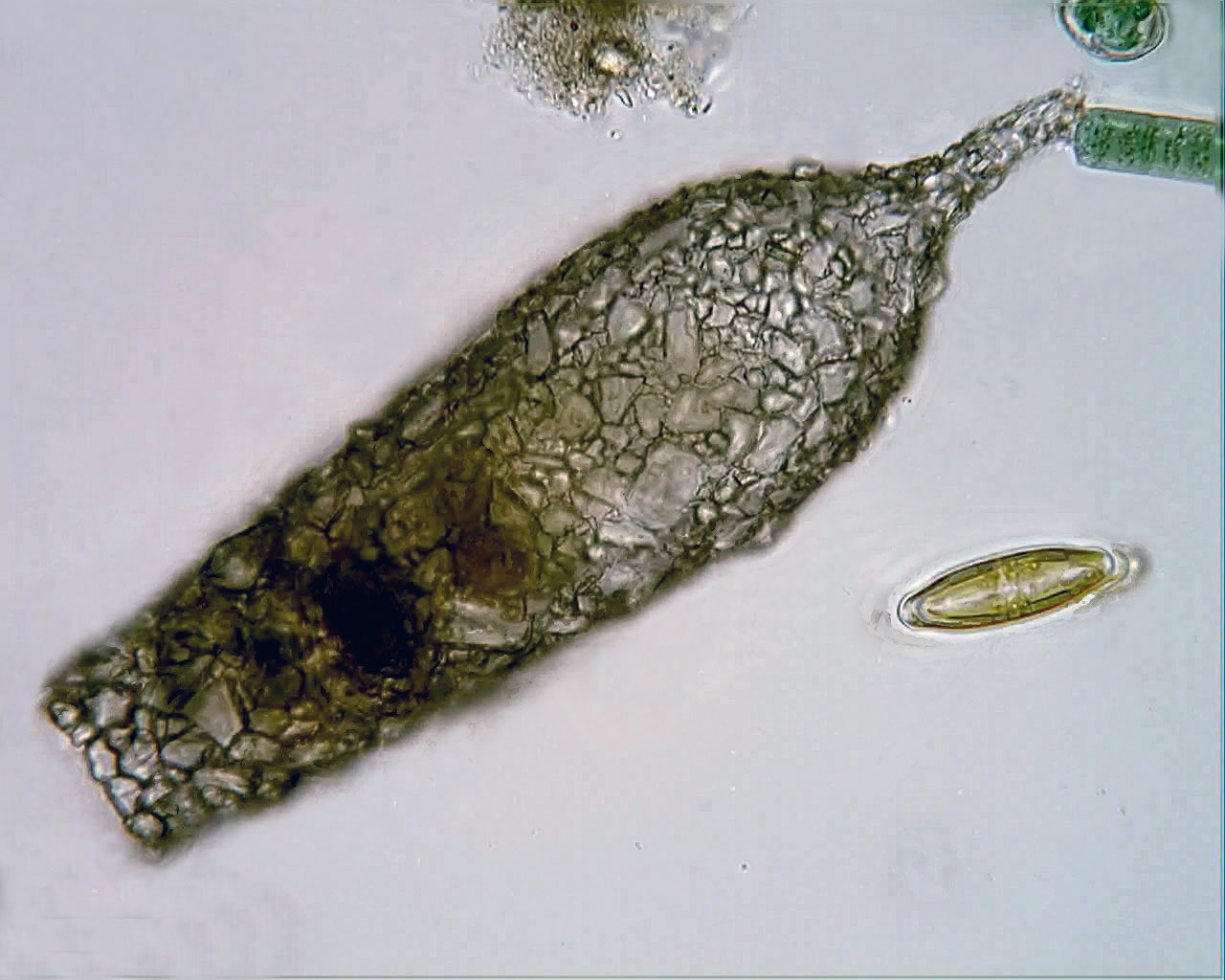
Cylindrifflugia acuminata [Difflugia acuminata]

Die Gattung wurde 1815 durch Leclerc erstbeschrieben, Typusart ist Difflugia proteiformis. Mit über 300 beschriebenen Arten und über 200 weiteren Untertaxa sind sie die umfangreichste Gattung der Arcellinida. Allerdings gilt die innere Systematik der Difflugia als ausgesprochen inkonsistent, da zahlreiche der Taxa historisch sind und nur unzureichende Diagnosen besitzen.
Artenliste (Auswahl, Stand 14. September 2024):
Gattung Difflugia Leclerc, 1815(G,N,O,W) oder Le Clerc, 1815(A)
- Difflugia algaephila Decloitre, 1977(G,W)
- Difflugia alhadiqa Soler-Zamora, González-Miguéns & Lara, 2021(G,N)
[Difflugia sp. CSZ-2021a](N)
- Difflugia bacillariarum Perty, 1849(G,N)
- Difflugia bacillifera Penard, 1890(G)[1][3]
- Difflugia bryophila (Penard, 1902) Jung, 1942(G,N)
- Difflugia compressa Carter, 1864(N)
- Difflugia corona Wallich, 1864(G)[1][4]
- Difflugia elegans Penard, 1890(G)[1][5]
- Difflugia globulosa (Dujardin, 1837) Penard, 1902[1][6]
- Difflugia gramen Penard, 1902(N)[1]
[Difflugia garmen(G), Schreibvariante]
- Difflugia hiraethogii Ogden 1983(N)
- Difflugia hydrostatica Penard, 1902(G,W)[1]
- Difflugia labiosa Wailes, 1919(N)
- Difflugia limnetica (Levander, 1900) Penard, 1902(G,O,W?)[7]
- Difflugia linearis (Penard, 1890) Gauthier & Lièvre, 1958(G,W)

Difflugia lithoplites

Difflugia lithoplites

- Difflugia litophila (Penard, 1902) Gauthier-Lièvre & Thomas, 1958(G,W)
[?Difflugia lithoplites Penard, 1902[8]]
- Difflugia lucida Penard, 1890(G,O,W)[1]
- Difflugia minutissima Penard 1904(A,G)
- Difflugia mulanensis Yang, Meisterfeld, Zhang & Shen 2005(N)
- Difflugia nodosa (Leidy, 1879)(G,N)[9]
- Difflugia oblonga Ehrenberg, 1832(G,N,O,W?)
- Difflugia proteiformis Lamarck 1816(A) (Typusart)(A)
- Difflugia pseudolimnetica Ogden & Meisterfeld 1989(N)
[Difflugia limnetica (Levander, 1900) Penard, 1902;(N,O,W?) Netzelia pseudolimnetica(N)]
- Difflugia pyriformis Perty, 1849(G,N,W)
- Difflugia roseolata Egger, 1893(G,W)

- Difflugia rubescens Penard, 1891[10]

Difflugia rubescens

[?Pseudonebela rubescens new comb.[10]]
- Difflugia scalpellum Penard, 1899[11]
- Difflugia smilion Thomas, 1953[1][12] – Wahrscheinlich Junior-Synonym von Difflugia scalpellum[12]
- Difflugia submarina (Chardez, 1980) Chardez & Thomas, 1980(G,W)
- Difflugia subterranea Golemansky, 1970(G,N,W)
- Difflugia urceolata Carter, 1864(G)[1][13]
- Difflugia sp. LAK-2012(N)

Verschiebungen in andere Gattungen:
- Difflugia acuminata Ehrenberg, 1838(G)[1][14] ⇒ Cylindrifflugia acuminata (Ehrenberg, 1838)(N)
- Difflugia ampulla Ehrenberg, 1840 ⇒ Cyphoderia ampulla (Ehrenberg, 1840) Leidy, 1878(W)
- Difflugia platystoma Penard, 1890 ⇒ Centropyxis platystoma (Penard, 1890) Deflandre, 1929(W)
- Difflugia arcula Leidy 1879 ⇒ Trigonopyxis arcula (Leidy) Penard 1912(A)

Anmerkung: Quellen
(A) – nach der AlgaeBase
(G) – nach der Global Biodiversity Information Facility (GBIF)
(N) – nach der Taxonomie des National Center for Biotechnology Information (NCBI)
(O) – nach dem Ocean Biogeographic Information System (OBIS)
(W) – nach dem World Register of Marine Species (WoRMS)